# Ascarosepion
Ascarosepion Rochebrune, 1884 è un genere di molluschi cefalopodi della famiglia Sepiidae, note con il nome di seppie fiammeggianti o seppie galleggianti.

## Tassonomia
Il genere comprende le seguenti specie:
- Ascarosepion apama J. E. Gray, 1849
- Ascarosepion bandense Adam, 1939
- Ascarosepion cultratum Hoyle, 1885
- Ascarosepion filibrachia A. Reid & Lu, 2005
- Ascarosepion latimanus Quoy & Gaimard, 1832
- Ascarosepion mestus Gray, 1849)
- Ascarosepion novaehollandiae Hoyle, 1909
- Ascarosepion opiparum Iredale, 1926
- Ascarosepion papuense Hoyle, 1885
- Ascarosepion pfefferi Hoyle, 1885 – Seppia fiammeggiante di Pfeffer
- Ascarosepion plangon Gray, 1849
- Ascarosepion rozella Iredale, 1926
- Ascarosepion tullbergi Appellöf, 1886 – Seppia fiammeggiante di Tullberg